# Ibrahima Sory II Tounkara
Pour les articles homonymes, voir Tounkara.
Ibrahima Sory II Tounkara, né en 1977, à Conakry, est un homme de droit guinéen.
Il est le président du tribunal de première instance de Dixinn depuis le 19 septembre 2022 et dirige le Procès du massacre du 28 septembre 2009.

## Biographie

### Enfance, éducation et débuts
Ibrahima Sory II Tounkara naît en 1977, à Conakry en république de Guinée. Il a fait ses études primaires et secondaires au lycée 2 octobre de Kaloum où il décroche entre 1994 et 1998, le diplôme de baccalauréat, options sciences sociales.
Ibrahima fréquente la faculté des sciences économiques et juridiques, département droit privé de l’université Gamal Abdel Nasser de Conakry de 2001 à 2003 où il sort avec le diplôme de DEUG. Un an plus tard, il décroche les diplômes de licence et maitrise dans la même université.
Il est diplômé du brevet de magistrat au centre de formation et de documentation judiciaire du ministère de la justice, promotion 2007.

## Carrière professionnelle
Ibrahima a commencé sa carrière de magistrature en juin 2009 en tant que juge correctionnel au Tribunal de première instance de Kaloum à Conakry. Trois ans après, il devient Juge correctionnel au tribunal de première instance de Mafanco, jusqu’en 2014.
D’octobre 2014 à aout 2018, il est président de la section correctionnelle au tribunal de première instance de Mafanco. Il est par la suite nommé président du tribunal de première instance de Macenta en Guinée forestière où il exerce d’aout 2018 à novembre 2019 avant d’être affecté au tribunal de première instance de Mamou de novembre 2019 jusqu'au 29 décembre 2021.
Ibrahima est nommé président du tribunal de première instance de Coyah du 29 décembre 2021 au 19 septembre 2022 avant d’être nommé président du tribunal de première instance de Dixinn.
Le 12 juin 2025, lors du congres électif, il est élu président de l’Association des Magistrats de Guinée.

## Procès majeurs
Ibrahima est le président du Procès du massacre du 28 septembre 2009 qui a débuté le 28 septembre 2022 à Kaloum. Le 31 juillet 2024, il a prononcé la décision du tribunal mettant fin au procès.